# Eremiaphila maculipennis
Eremiaphila maculipennis è una specie di mantide religiosa appartenente al genere Eremiaphila.